# Buiksloot
Buiksloot est une ancienne commune de Hollande Septentrionale situé sur la rive nord de l'IJ en face du centre historique d'Amsterdam.
Le premier janvier 1921, la commune d'Amsterdam a annexé les communes de Buiksloot ainsi que Nieuwendam et Ransdorp, au nord de l'IJ ainsi que Sloten au sud-ouest et Watergraafsmeer à l'est. Buiksloot est aujourd'hui un ancien village faisant partie de l'arrondissement Amsterdam-Noord. Le village de Buitsloot est aujourd'hui entouré de constructions nouvelles érigées dans les années 1980. Les villages de Buiksloot et Buiksloterdijk (le long d'une digue) gardent malgré tout leur caractère ancien. Le long du canal de la Hollande-Septentrionale, se trouve un moulin à craie, le moulin d'Admiraal, dernier moulin de ce type encore debout.